# غرانت هاتشينسون
غرانت هاتشينسون (بالإنجليزية: Grant Hutchinson)‏ هو لاعب كرة قدم بريطاني في مركز الوسط، ولد في 11 نوفمبر 1989 في Enniskillen ‏ في المملكة المتحدة. شارك مع منتخب أيرلندا الشمالية تحت 16 سنة لكرة القدم ومنتخب أيرلندا الشمالية تحت 18 سنة لكرة القدم ومنتخب أيرلندا الشمالية تحت 19 سنة لكرة القدم. أما مع النوادي، فقد لعب مع Dungannon Swifts F.C. ‏.